# Ricarda de Northeim
Ricarda de Northeim (em alemão: Richenza von Northeim; c. 1085 — 10 de junho de 1141), foi a consorte de Lotário II, duque da Saxônia, rei da Germânia e imperador do Sacro Império Romano-Germânico.

## Biografia
Ricarda era filha de Henrique de Northeim, e de Gertrudes de Brunsvique. Em 1100, ela se casou com Lotário, duque da Saxônia. O casal teve uma única filha, que nasceu quinze anos depois de seu casamento:
- Gertrude de Suplingemburgo (1115-1143), esposa de Henrique X, duque da Baviera, e depois, com Henrique II da Áustria.

Em 1125, Lotário foi eleito rei da Germânia e imperador do Sacro Império. Ricarda era ativamente envolvida no governo do império e participava das assembleias imperiais. Em 1136 e 37, a imperatriz presidiu as audiências da corte. É mencionada como a última consors regni (consorte regente).
Foi herdeira de vastos territórios, e, após a morte de seu esposo, em 1137, foi essencial para a eleição de seu genro como duque da Saxônia. Quando este morreu, em 1139, ela e sua filha Gertrudes permaneceram no controle do ducado e conseguiram ter o filho de Gertrudes, Henrique, eleito duque, em 1142, e Gertrudes como regente em seu nome. Ricarda, porém, não viveu para ver a eleição do neto, tendo falecido no ano anterior.